# Coupe de Pologne de football 2011-2012
Navigation
Coupe de Pologne 2010-2011 Coupe de Pologne 2012-2013
La Coupe de Pologne de football 2011-2012 (Puchar Polski w piłce nożnej 2011-2012 en polonais) est la cinquante-huitième édition de la Coupe de Pologne. Pour la quatorzième fois de son histoire, le Legia Varsovie, club le plus titré dans cette compétition, met son titre en jeu. Juste avant le début de l'Euro 2012 disputé au pays, la finale de la Coupe de Pologne se jouera au stade municipal de Kielce après que le stade national de Varsovie, prévu à l'origine pour la première fois depuis la fin de sa construction, a été jugé inapte à accueillir une rencontre de ce type pour des raisons de sécurité (et notamment en raison de l'identité des potentiels finalistes).
Le vainqueur de l'épreuve se qualifiera pour le deuxième tour préliminaire de la Ligue Europa 2012-2013, sauf s'il remporte le championnat et se qualifie donc pour le deuxième tour de qualification de la Ligue des Champions. Dans ce cas, c'est le finaliste de la coupe qui récupérera le billet européen décerné à l'origine au vainqueur.

## Déroulement de la compétition
Le système est le même que celui utilisé les années précédentes.
Cette page ne présente les résultats qu'à partir du premier tour. 

## Nombre d'équipes par division et par tour
| Divisions / Manches                   | Tour prélim. (26 matches) | 2e tour prélim. (14 matches) | 1er tour (16 matches) | Seizièmes de finale | Huitièmes de finale | Quarts de finale | Demi- finales | Finale |
| ------------------------------------- | ------------------------- | ---------------------------- | --------------------- | ------------------- | ------------------- | ---------------- | ------------- | ------ |
| Ekstraklasa 16 équipes                | non présents              | non présents                 | 2                     | 16                  | 10                  | 5                | 3             | 2      |
| I liga 18 équipes                     | non présents              |                              | 13                    | 7                   | 2                   | 1                | 1             | 0      |
| II liga 36 équipes (2 groupes)        |                           |                              | 11                    | 6                   | 2                   | 1                | Aucun         | Aucun  |
| III liga 129 équipes (8 groupes)      |                           |                              | 3                     | 2                   | 2                   | 1                | Aucun         | Aucun  |
| IV liga                               |                           |                              |                       |                     |                     |                  |               |        |
| V liga                                |                           |                              | 1                     | 1                   | Aucun               | Aucun            | Aucun         | Aucun  |
| Klasa okręgowa                        |                           |                              |                       |                     |                     |                  |               |        |
| Młoda Ekstraklasa 16 équipes réserves |                           |                              |                       |                     |                     |                  |               |        |
| Total                                 |                           |                              | 30                    | 32                  | 16                  | 8                | 4             | 2      |

## Le parcours des clubs de première division
Les clubs promus d'Ekstraklasa font leur entrée dans la compétition lors du premier tour. Les autres commencent la coupe au tour suivant.

Voici leur parcours respectif :
| Club                       | Parcours lors de la saison 2010-11 | Parcours cette saison                                         |
| -------------------------- | ---------------------------------- | ------------------------------------------------------------- |
| Legia Varsovie             | Vainqueur                          | Vainqueur – Bat le Ruch Chorzów                               |
| Lech Poznań                | Finaliste                          | Quarts de finale – Battu par le Wisła Cracovie                |
| Lechia Gdańsk              | Demi-finales                       | Seizièmes de finale – Battu par le Limanovia Limanowa (D4)    |
| Podbeskidzie Bielsko-Biała | Demi-finales                       | Huitièmes de finale – Battu par le Śląsk Wrocław              |
| Jagiellonia Białystok      | Quarts de finale                   | Seizièmes de finale – Battu par le Ruch Zdzieszowice (D3)     |
| Polonia Varsovie           | Quarts de finale                   | Huitièmes de finale – Battu par l'Arka Gdynia (D2)            |
| Ruch Chorzów               | Quarts de finale                   | Finaliste – Battu par le Legia Varsovie                       |
| Wisła Cracovie             | Quarts de finale                   | Demi-finales – Battu par le Ruch Chorzów                      |
| Cracovia                   | Huitièmes de finale                | Huitièmes de finale – Battu par le Ruch Chorzów               |
| GKS Bełchatów              | Huitièmes de finale                | Seizièmes de finale – Battu par le Podbeskidzie Bielsko-Biała |
| Korona Kielce              | Huitièmes de finale                | Seizièmes de finale – Battu par le Gryf Wejherowo (D4)        |
| ŁKS Łódź                   | Huitièmes de finale                | Seizièmes de finale – Battu par le Ruch Chorzów               |
| Śląsk Wrocław              | Huitièmes de finale                | Quarts de finale – Battu par l'Arka Gdynia (D2)               |
| Widzew Łódź                | Huitièmes de finale                | Huitièmes de finale – Battu par le Legia Varsovie             |
| Górnik Zabrze              | Seizièmes de finale                | Huitièmes de finale – Battu par le Gryf Wejherowo (D4)        |
| Zagłębie Lubin             | Seizièmes de finale                | Seizièmes de finale – Battu par le MKS Kluczbork (D3)         |

## Compétition

### Premier tour
Les matches ont eu lieu les 16, 17 et 23 août 2011.
| Club (division)           | Score             | Club (division)                   | Affluence |
| ------------------------- | ----------------- | --------------------------------- | --------- |
| Rozwój II Katowice (D6)   | 3 – 0 (forfait)   | KSZO Ostrowiec Świętokrzyski (D3) | -         |
| Elana Toruń (D3)          | 1 – 3 (a.p.)      | Flota Świnoujście (D2)            | 600       |
| Okocimski KS Brzesko (D3) | 2 – 2 (4 – 2 tab) | KS Polkowice (D2)                 | 450       |
| Puszcza Niepołomice (D3)  | 0 – 0 (4 – 2 tab) | GKS Katowice (D2)                 | 750       |
| Sokół Kleczew (D4)        | 0 – 2             | MKS Kluczbork (D3)                | 700       |
| Chrobry Głogów (D3)       | 3 – 0 (forfait)   | Odra Wodzisław Śląski (Aucune)    | -         |
| Limanovia Limanowa (D4)   | 3 – 0 (forfait)   | GKP Gorzów Wielkopolski (Aucune)  | -         |
| Ruch Zdzieszowice (D3)    | 2 – 0             | Kolejarz Stróże (D2)              | 600       |
| Olimpia Elbląg (D2)       | 1 – 1 (4 – 3 tab) | Warta Poznań (D2)                 | 1 500     |
| Sokół Sokółka (D3)        | 2 – 3 (a.p.)      | Ruch Radzionków (D2)              | 200       |
| OKS 1945 Olsztyn (D3)     | 1 – 0 (a.p.)      | Pogoń Szczecin (D2)               | 3 000     |
| Resovia (D3)              | 1 – 3             | Podbeskidzie Bielsko-Biała (D1)   | 900       |
| Gryf Wejherowo (D4)       | 1 – 0             | Sandecja Nowy Sącz (D2)           | 1 200     |
| Jarota Jarocin (D3)       | 0 – 1 (a.p.)      | Dolcan Ząbki (D2)                 | 600       |
| Bruk-Bet Nieciecza (D2)   | 0 – 2             | ŁKS Łódź (D1)                     | 1 200     |
| Piast Gliwice (D2)        | 5 – 2 (a.p.)      | GKS Bogdanka (D2)                 | 800       |

### Seizièmes de finale
Le tirage au sort a lieu le 24 août. Les matches ont eu lieu les 20, 21, 22, 27 et 28 septembre 2011.
| Club (division)                 | Score             | Club (division)            | Affluence |
| ------------------------------- | ----------------- | -------------------------- | --------- |
| Puszcza Niepołomice (D3)        | 1 – 1 (4 – 5 tab) | Polonia Bytom (D2)         | 700       |
| ŁKS Łódź (D1)                   | 0 – 1 (a.p.)      | Ruch Chorzów (D1)          | 6 000     |
| OKS 1945 Olsztyn (D3)           | 0 – 1             | Widzew Łódź (D1)           | 4 000     |
| Dolcan Ząbki (D2)               | 0 – 1             | Górnik Zabrze (D1)         | 600       |
| Gryf Wejherowo (D4)             | 1 – 0             | Korona Kielce (D1)         | 2 000     |
| Piast Gliwice (D2)              | 0 – 3 (forfait),  | Cracovia (D1)              | 900       |
| Ruch Radzionków (D2)            | 0 – 4             | Polonia Varsovie (D1)      | 800       |
| Chrobry Głogów (D3)             | 0 – 3             | Lech Poznań (D1)           | 2 900     |
| Rozwój II Katowice (D6)         | 1 – 4             | Legia Varsovie (D1)        | 700       |
| Okocimski KS Brzesko (D3)       | 1 – 3             | Śląsk Wrocław (D1)         | 1 500     |
| Podbeskidzie Bielsko-Biała (D1) | 3 – 0             | GKS Bełchatów (D1)         | 2 700     |
| Ruch Zdzieszowice (D3)          | 3 – 1             | Jagiellonia Białystok (D1) | 1 600     |
| Limanovia Limanowa (D4)         | 1 – 0             | Lechia Gdańsk (D1)         | 1 500     |
| Olimpia Elbląg (D2)             | 0 – 0 (1 – 3 tab) | Arka Gdynia (D2)           | 1 600     |
| MKS Kluczbork (D3)              | 3 – 2             | Zagłębie Lubin (D1)        | 1 200     |
| Flota Świnoujście (D2)          | 2 – 4             | Wisła Cracovie (D1)        | 2 600     |

### Huitièmes de finale
Le tirage au sort a lieu le 30 septembre à la Pepsi Arena de Varsovie.
| Club (division)                 | Score            | Club (division)       | Affluence |
| ------------------------------- | ---------------- | --------------------- | --------- |
| Legia Varsovie (D1)             | 3 – 0            | Widzew Łódź (D1)      | 11 436    |
| Podbeskidzie Bielsko-Biała (D1) | 0 – 1            | Śląsk Wrocław (D1)    | 2 500     |
| Ruch Zdzieszowice (D3)          | 1 – 0            | MKS Kluczbork (D3)    | 1 100     |
| Polonia Bytom (D2)              | 1 – 3 (a.p.)     | Lech Poznań (D1)      | 1 780     |
| Arka Gdynia (D2)                | 3 – 1            | Polonia Varsovie (D1) | 3 900     |
| Ruch Chorzów (D1)               | 2 – 1 (a.p.)     | Cracovia (D1)         | 4 000     |
| Gryf Wejherowo (D4)             | 1 – 0            | Górnik Zabrze (D1)    | 1 500     |
| Limanovia Limanowa (D4)         | 0 – 3 (forfait), | Wisła Cracovie (D1)   | 2 900     |

### Quarts de finale
Le tirage au sort a lieu le 21 novembre dans les locaux du groupe ITI.
| Club (division)        | Aller | Total  | Retour | Club (division)     | Affluences      |
| ---------------------- | ----- | ------ | ------ | ------------------- | --------------- |
| Lech Poznań (D1)       | 0 – 1 | 0 – 2  | 0 – 1  | Wisła Cracovie (D1) | 16 839 – 15 137 |
| Ruch Zdzieszowice (D3) | 1 – 4 | 2 – 6  | 1 – 2  | Ruch Chorzów (D1)   | 1 100 – 4 100   |
| Arka Gdynia (D2)       | 2 – 0 | 3E – 3 | 1 – 3  | Śląsk Wrocław (D1)  | 4 700 – 19 994  |
| Gryf Wejherowo (D4)    | 0 – 3 | 1 – 4  | 1 – 1  | Legia Varsovie (D1) | 1 500 – 12 345  |

### Demi-finales
Le tirage au sort a lieu le 25 mars à la Pepsi Arena de Varsovie.
| Club (division)   | Aller | Total | Retour      | Club (division)     | Affluences     |
| ----------------- | ----- | ----- | ----------- | ------------------- | -------------- |
| Arka Gdynia (D2)  | 1 – 2 | 2 – 4 | 1 – 2       | Legia Varsovie (D1) | 6 950 – 14 221 |
| Ruch Chorzów (D1) | 3 – 1 | 4 – 4 | 1 – 3 (6–5) | Wisła Cracovie (D1) | 6 000 – 6 614  |

### Finale
Initialement prévue au stade national de Varsovie, la finale est délocalisée sur décision de la fédération pour des raisons de sécurité, le 3 avril, au stade municipal de Kielce, dans le sud de la Pologne. La fédération polonaise désirait créer une tradition de finales (existante dans de nombreux pays européens) dans la capitale, mais a dû se résoudre à se replier sur le petit stade de Kielce après le refus de la ville de Wrocław, propriétaire du nouveau stade municipal.
Devant près de dix mille personnes, le Legia entre très vite dans le match et mène déjà après huit minutes de jeu. Au fil de la rencontre, son emprise se fait de plus en plus importante et est concrétisée par deux nouveaux buts, qui scellent sa victoire. Vainqueur de la coupe pour la deuxième fois d'affilée, Varsovie ajoute un quinzième succès à son palmarès, un record.
| Mardi 24 avril 2012 | Legia Varsovie | 3 – 0   | Ruch Chorzów | Stade municipal, Kielce                             |                                                     |
| 18 h                | Ljuboja 8e · Radović 41e · Żyro 56e | (2 – 0) | | Spectateurs : ≈ 10 000 Arbitrage : Hubert Siejewicz | Spectateurs : ≈ 10 000 Arbitrage : Hubert Siejewicz |
| 18 h                | Rapport |         | | Spectateurs : ≈ 10 000 Arbitrage : Hubert Siejewicz | Spectateurs : ≈ 10 000 Arbitrage : Hubert Siejewicz |
| 18 h                | Dusan Kuciak 12 · Artur Jędrzejczyk 02 · ( 87e) Michał Żewłakow 06 · Inaki Astiz 15 · ( 70e) Jakub Wawrzyniak 14 · Michał Kucharczyk 18 · Ivica Vrdoljak 21 · Janusz Gol 05 · Miroslav Radović 32 · ( 83e) Michał Żyro 33 · Danijel Ljuboja 28 · Remplaçants : · Wojciech Skaba 84 · Dickson Choto 04 · ( 70e ) Tomasz Kiełbowicz 11 · ( 83e ) Jakub Rzeźniczak 25 · Michał Efir 24 · ( 87e ) Rafał Wolski 27 · Ismael Blanco 22 · Entraîneur : · Maciej Skorża | Équipes | 33 Michal Peškovič · 21 Łukasz Burliga · 15 Rafał Grodzicki · 20 Piotr Stawarczyk · 20 Marek Szyndrowski ( 45e) · 50 Marek Zieńczuk · 23 Marcin Malinowski ( 33e) · 28 Gábor Straka · 70 Maciej Jankowski · 14 Łukasz Janoszka · 32 Andrzej Niedzielan ( 57e) · Remplaçants : · 30 Matko Perdijić · 60 Wojciech Grzyb ( 45e ) · 31 Paweł Lisowski ( 33e ) · 26 Filip Starzyński · 80 Jakub Smektała · 22 Arkadiusz Lewiński · 90 Paweł Abbott ( 57e ) · Entraîneur : · Waldemar Fornalik | Spectateurs : ≈ 10 000 Arbitrage : Hubert Siejewicz | Spectateurs : ≈ 10 000 Arbitrage : Hubert Siejewicz |

## Tableau final
|  | Huitièmes de finale | Huitièmes de finale | Huitièmes de finale |                   |   | Quarts de finale | Quarts de finale | Quarts de finale |  |  | Demi-finales  | Demi-finales  | Demi-finales  |  |  | Finale                                   | Finale                                   |
|  |                     |                     |                     |                   |   |                  |                  |                  |  |  |               |               |               |  |  |                                          |                                          |
|  | 19 octobre          | 19 octobre          | 19 octobre          |                   |   | 14 et 21 mars    | 14 et 21 mars    | 14 et 21 mars    |  |  | 4 et 11 avril | 4 et 11 avril | 4 et 11 avril |  |  | 24 avril 2012, Stade municipal de Kielce | 24 avril 2012, Stade municipal de Kielce |
|  | 19 octobre          | 19 octobre          | 19 octobre          |                   |   | 14 et 21 mars    | 14 et 21 mars    | 14 et 21 mars    |  |  | 4 et 11 avril | 4 et 11 avril | 4 et 11 avril |  |  | 24 avril 2012, Stade municipal de Kielce | 24 avril 2012, Stade municipal de Kielce |
|  | Arka Gdynia         | 3                   | -                   |                   |   | 14 et 21 mars    | 14 et 21 mars    | 14 et 21 mars    |  |  | 4 et 11 avril | 4 et 11 avril | 4 et 11 avril |  |  | 24 avril 2012, Stade municipal de Kielce | 24 avril 2012, Stade municipal de Kielce |
|  | Arka Gdynia         | 3                   | -                   |                   |   | 14 et 21 mars    | 14 et 21 mars    | 14 et 21 mars    |  |  | 4 et 11 avril | 4 et 11 avril | 4 et 11 avril |  |  | 24 avril 2012, Stade municipal de Kielce | 24 avril 2012, Stade municipal de Kielce |
|  | Polonia Varsovie    | 1                   | -                   |                   |   | 14 et 21 mars    | 14 et 21 mars    | 14 et 21 mars    |  |  | 4 et 11 avril | 4 et 11 avril | 4 et 11 avril |  |  | 24 avril 2012, Stade municipal de Kielce | 24 avril 2012, Stade municipal de Kielce |
|  | Polonia Varsovie    | 1                   | -                   | Arka Gdynia       | 2 | 1E               |                  |                  |  |  | 4 et 11 avril | 4 et 11 avril | 4 et 11 avril |  |  | 24 avril 2012, Stade municipal de Kielce | 24 avril 2012, Stade municipal de Kielce |
|  | 18 octobre          |                     |                     | Arka Gdynia       | 2 | 1E               |                  |                  |  |  | 4 et 11 avril | 4 et 11 avril | 4 et 11 avril |  |  | 24 avril 2012, Stade municipal de Kielce | 24 avril 2012, Stade municipal de Kielce |
|  |                     | Śląsk Wrocław       | 0                   | 3                 |   |                  |                  |                  |  |  | 4 et 11 avril | 4 et 11 avril | 4 et 11 avril |  |  | 24 avril 2012, Stade municipal de Kielce | 24 avril 2012, Stade municipal de Kielce |
|  | Podbeskidzie        | Śląsk Wrocław       | 0                   | 3                 | 0 | -                |                  |                  |  |  | 4 et 11 avril | 4 et 11 avril | 4 et 11 avril |  |  | 24 avril 2012, Stade municipal de Kielce | 24 avril 2012, Stade municipal de Kielce |
|  | Podbeskidzie        | 13 et 20 mars       |                     |                   | 0 | -                |                  |                  |  |  | 4 et 11 avril | 4 et 11 avril | 4 et 11 avril |  |  | 24 avril 2012, Stade municipal de Kielce | 24 avril 2012, Stade municipal de Kielce |
|  | Śląsk Wrocław       | 1                   | -                   |                   |   |                  |                  |                  |  |  | 4 et 11 avril | 4 et 11 avril | 4 et 11 avril |  |  | 24 avril 2012, Stade municipal de Kielce | 24 avril 2012, Stade municipal de Kielce |
|  | Śląsk Wrocław       | 1                   | -                   | Arka Gdynia       | 1 | 1                |                  |                  |  |  |               |               |               |  |  | 24 avril 2012, Stade municipal de Kielce | 24 avril 2012, Stade municipal de Kielce |
|  | 18 octobre          |                     |                     | Arka Gdynia       | 1 | 1                |                  |                  |  |  |               |               |               |  |  | 24 avril 2012, Stade municipal de Kielce | 24 avril 2012, Stade municipal de Kielce |
|  |                     | Legia Varsovie      | 2                   | 2                 |   |                  |                  |                  |  |  |               |               |               |  |  | 24 avril 2012, Stade municipal de Kielce | 24 avril 2012, Stade municipal de Kielce |
|  | Gryf Wejherowo      | Legia Varsovie      | 2                   | 2                 | 1 | -                |                  |                  |  |  |               |               |               |  |  | 24 avril 2012, Stade municipal de Kielce | 24 avril 2012, Stade municipal de Kielce |
|  | Gryf Wejherowo      | 3 et 10 avril       |                     |                   | 1 | -                |                  |                  |  |  |               |               |               |  |  | 24 avril 2012, Stade municipal de Kielce | 24 avril 2012, Stade municipal de Kielce |
|  | Górnik Zabrze       | 0                   | -                   |                   |   |                  |                  |                  |  |  |               |               |               |  |  | 24 avril 2012, Stade municipal de Kielce | 24 avril 2012, Stade municipal de Kielce |
|  | Górnik Zabrze       | 0                   | -                   | Gryf Wejherowo    | 0 | 1                |                  |                  |  |  |               |               |               |  |  | 24 avril 2012, Stade municipal de Kielce | 24 avril 2012, Stade municipal de Kielce |
|  | 26 octobre          |                     |                     | Gryf Wejherowo    | 0 | 1                |                  |                  |  |  |               |               |               |  |  | 24 avril 2012, Stade municipal de Kielce | 24 avril 2012, Stade municipal de Kielce |
|  |                     | Legia Varsovie      | 3                   | 1                 |   |                  |                  |                  |  |  |               |               |               |  |  | 24 avril 2012, Stade municipal de Kielce | 24 avril 2012, Stade municipal de Kielce |
|  | Legia Varsovie      | Legia Varsovie      | 3                   | 1                 | 3 | -                |                  |                  |  |  |               |               |               |  |  | 24 avril 2012, Stade municipal de Kielce | 24 avril 2012, Stade municipal de Kielce |
|  | Legia Varsovie      | 14 et 21 mars       |                     |                   | 3 | -                |                  |                  |  |  |               |               |               |  |  | 24 avril 2012, Stade municipal de Kielce | 24 avril 2012, Stade municipal de Kielce |
|  | Widzew Łódź         | 0                   | -                   |                   |   |                  |                  |                  |  |  |               |               |               |  |  | 24 avril 2012, Stade municipal de Kielce | 24 avril 2012, Stade municipal de Kielce |
|  | Widzew Łódź         | 0                   | -                   | Legia Varsovie    | 3 |                  |                  |                  |  |  |               |               |               |  |  |                                          |                                          |
|  | 19 octobre          |                     |                     | Legia Varsovie    | 3 |                  |                  |                  |  |  |               |               |               |  |  |                                          |                                          |
|  |                     | Ruch Chorzów        | 0                   |                   |   |                  |                  |                  |  |  |               |               |               |  |  |                                          |                                          |
|  | Ruch Zdzieszowice   | Ruch Chorzów        | 0                   | 1                 | - |                  |                  |                  |  |  |               |               |               |  |  |                                          |                                          |
|  | Ruch Zdzieszowice   |                     |                     | 1                 | - |                  |                  |                  |  |  |               |               |               |  |  |                                          |                                          |
|  | MKS Kluczbork       | 0                   | -                   |                   |   |                  |                  |                  |  |  |               |               |               |  |  |                                          |                                          |
|  | MKS Kluczbork       | 0                   | -                   | Ruch Zdzieszowice | 1 | 1                |                  |                  |  |  |               |               |               |  |  |                                          |                                          |
|  | 9 novembre          |                     |                     | Ruch Zdzieszowice | 1 | 1                |                  |                  |  |  |               |               |               |  |  |                                          |                                          |
|  |                     | Ruch Chorzów        | 4                   | 2                 |   |                  |                  |                  |  |  |               |               |               |  |  |                                          |                                          |
|  | Ruch Chorzów        | Ruch Chorzów        | 4                   | 2                 | 2 | -                |                  |                  |  |  |               |               |               |  |  |                                          |                                          |
|  | Ruch Chorzów        | 13 et 20 mars       |                     |                   | 2 | -                |                  |                  |  |  |               |               |               |  |  |                                          |                                          |
|  | Cracovia            | 1                   | -                   |                   |   |                  |                  |                  |  |  |               |               |               |  |  |                                          |                                          |
|  | Cracovia            | 1                   | -                   | Ruch Chorzów      | 3 | 1tab             |                  |                  |  |  |               |               |               |  |  |                                          |                                          |
|  | 25 octobre          |                     |                     | Ruch Chorzów      | 3 | 1tab             |                  |                  |  |  |               |               |               |  |  |                                          |                                          |
|  |                     | Wisła Cracovie      | 1                   | 3                 |   |                  |                  |                  |  |  |               |               |               |  |  |                                          |                                          |
|  | Polonia Bytom       | Wisła Cracovie      | 1                   | 3                 | 1 | -                |                  |                  |  |  |               |               |               |  |  |                                          |                                          |
|  | Polonia Bytom       |                     |                     |                   | 1 | -                |                  |                  |  |  |               |               |               |  |  |                                          |                                          |
|  | Lech Poznań         | 3                   | -                   |                   |   |                  |                  |                  |  |  |               |               |               |  |  |                                          |                                          |
|  | Lech Poznań         | 3                   | -                   | Lech Poznań       | 0 | 0                |                  |                  |  |  |               |               |               |  |  |                                          |                                          |
|  | 26 octobre          |                     |                     | Lech Poznań       | 0 | 0                |                  |                  |  |  |               |               |               |  |  |                                          |                                          |
|  |                     | Wisła Cracovie      | 1                   | 1                 |   |                  |                  |                  |  |  |               |               |               |  |  |                                          |                                          |
|  | Limanovia Limanowa  | Wisła Cracovie      | 1                   | 1                 | 0 | -                |                  |                  |  |  |               |               |               |  |  |                                          |                                          |
|  | Limanovia Limanowa  |                     |                     |                   | 0 | -                |                  |                  |  |  |               |               |               |  |  |                                          |                                          |
|  | Wisła Cracovie      | 3                   | -                   |                   |   |                  |                  |                  |  |  |               |               |               |  |  |                                          |                                          |
|  | Wisła Cracovie      | 3                   | -                   |                   |   |                  |                  |                  |  |  |               |               |               |  |  |                                          |                                          |

## Classement des buteurs
4 buts
- Tsvetan Genkov (Wisła Cracovie)
- Michał Żyro (Legia Varsovie)

3 buts
- Paweł Abbott (Ruch Chorzów)
- Mateusz Bukowiec (Ruch Zdzieszowice)
- Sebastian Gielza (Rozwój II Katowice)
- Artjoms Rudņevs (Lech Poznań)
- Łukasz Sekulski (Wisła Płock)
- Norbert Toczydłowski (Sokół Sokółka)

Source : 90minut.pl